# Абдулай Діабі
Абдулай Діабі (фр. Abdoulay Diaby, нар. 21 травня 1991, Нантер) — малійський футболіст, правий півзахисник клубу «Спортінг» та національної збірної Малі, граючий на правах оренди за «Хетафе».

## Клубна кар'єра
Вихованець Академії Клерфонтен та клубу Седан. 4 травня 2010 року в матчі проти «Діжона» він дебютував у Лізі 2 і загалом за провів чотири сезон, взяв участь у 68 матчах чемпіонату, два останні роки будучи основним гравцем. 
Влітку 2013 року він перейшов в «Лілль» , але для отримання ігрової практики був відразу ж відданий в оренду в бельгійський «Мускрон-Перювельз». За підсумками сезону він допоміг команді вийти в еліту. 27 липня 2014 року в матчі проти «Андерлехта» Абдулай дебютував у Жюпіле-лізі. За підсумками сезону він з 12 м'ячами став найкращим бомбардиром клубу і увійшов до 10 кращих снайперів чемпіонату. 
На початку 2015 року «Лілль» повернув Абдулая з оренди. 28 лютого в поєдинку проти «Марселя» Діабі дебютував у Лізі 1, замінивши в кінці другого тайму Дівока Оріджі.
22 травня 2015 року Абдулай перейшов в «Брюгге», підписавши контракт на чотири роки. 30 серпня в матчі проти льєзького «Стандарда» він зробив «покер». У своєму дебютному сезоні Діабі став чемпіоном країни, а у 2018 році він вдруге виграв чемпіонат Бельгії. Крім цього в обох випадках потім клуб вигравав і національний суперкубок.
21 серпня 2018 року Діабі перейшов в лісабонський «Спортінг», підписавши контракт на п'ять років. Сума трансферу склала 5 млн євро.

## Виступи за збірну
11 жовтня 2014 року дебютував в офіційних матчах у складі національної збірної Малі у відбірковому матчі Кубка африканських націй проти збірної Ефіопії (2:0). У цьому ж поєдинку він забив свій перший гол за національну команду.
У 2015 році Абдулай потрапив в заявку на Кубок африканських націй у Екваторіальній Гвінеї. На турнірі він взяв участь лише в одному поєдинку проти Гвінеї (1:1), а його збірна не вийшла з групи.

## Титули і досягнення
- Чемпіон Бельгії (2):

«Брюгге»: 2015/16, 2017/18
- Володар Суперкубка Бельгії (1):

«Брюгге»: 2016
- Володар Кубка португальської ліги (1):

«Спортінг» (Лісабон): 2019
- Володар Кубок Португалії (1):

«Спортінг» (Лісабон): 2019
- Володар Суперкубка ОАЕ (1):

«Аль-Джазіра»: 2021